# Ratthapark Wilairot
Ratthapark Wilairot (Chonburi, 14 de abril de 1988) es un piloto tailandés de motociclismo que participa en la categoría de Moto2 con el equipo Thai Honda PTT Gresini Moto2.

## Trayectoria
Wilairot debutó en la categoría de 250cc como invitado en el Gran Premio de Japón de 2006, clasificándose 14.º y acabando la carrera en 10.ª posición.
En 2007 disputó toda la temporada de 250 con el equipo Honda, consiguiendo como mejor resultado la octava posición en Gran Bretaña. Acabó el año en 17.ª posición con 30 puntos.
Al año siguiente empezó a acabar regularmente en la zona de puntos. Acabó la temporada 13.º con 73 puntos, siendo sus mejores resultados cuatro octavos puestos (China, San Marino, Malasia y Valencia).
En 2009 consiguió como mejor resultado dos quintos puestos (Francia y Valencia) y termina la temporada en 13.ª posición con 81 puntos.
En 2010 compite en la nueva categoría Moto2 con una Bimota HB4.
En 2012 cambia de equipo y ficha por Gresini Team.

### Lesiones
- En 2011 durante los entrenamientos del GP de Australia, Marc Márquez embistió violantemente contra la moto del piloto tailandés. Ratthapark fue trasladado al hospital de Melbourne con una lesión de ligamento lateral interno más otra en el ligamento cruzado.

### Curiosidades
- En diciembre de 2010 el piloto tailandés tuvo un grave accidente fuera de pista cuando iba como copiloto en la moto de un amigo. Fue alrededor de las 3 de la madrugada en una carretera de Choburi, y su amigo falleció en el acto, mientras que Ratthapark permaneció inconsciente y con fuertes contusiones en las manos y en la cabeza. Tuvo que ser evacuado en la unidad de cuidados intensivos en el Hospital Bumrungrat de la capital en Bangkok.

## Resultados en el Campeonato del Mundo
Sistema de puntuación de 1993 hasta 2022:
| Posición | 1.º | 2.º | 3.º | 4.º | 5.º | 6.º | 7.º | 8.º | 9.º | 10.º | 11.º | 12.º | 13.º | 14.º | 15.º |
| Puntos   | 25  | 20  | 16  | 13  | 11  | 10  | 9   | 8   | 7   | 6    | 5    | 4    | 3    | 2    | 1    |

### Por temporada
| Temporada | Categoría | Moto             | Carreras | Victorias | Podios | Pole | V. Rápida | Puntos | Posición |
| --------- | --------- | ---------------- | -------- | --------- | ------ | ---- | --------- | ------ | -------- |
| 2006      | 250cc     | Honda            | 1        | 0         | 0      | 0    | 0         | 6      | 28.º     |
| 2007      | 250cc     | Honda            | 17       | 0         | 0      | 0    | 0         | 30     | 17.º     |
| 2008      | 250cc     | Honda            | 16       | 0         | 0      | 0    | 0         | 73     | 13.º     |
| 2009      | 250cc     | Honda            | 15       | 0         | 0      | 0    | 0         | 81     | 13.º     |
| 2010      | Moto2     | Bimota           | 17       | 0         | 0      | 0    | 0         | 30     | 22.º     |
| 2011      | Moto2     | FTR              | 14       | 0         | 0      | 0    | 0         | 4      | 30.º     |
| 2012      | Moto2     | Moriwaki y Suter | 17       | 0         | 0      | 0    | 0         | 9      | 27.º     |
| 2013      | Moto2     | Suter            | 1        | 0         | 0      | 0    | 0         | 0      | NC*      |
| Total     | Total     | Total            | 98       | 0         | 0      | 0    | 0         | 233    |          |

## Resultados
| Año  | Categoría | Equipo | 1      | 2       | 3      | 4       | 5      | 6       | 7       | 8      | 9       | 10     | 11      | 12      | 13      | 14      | 15     | 16     | 17     | Pos  | P. Tot. |
| ---- | --------- | ------ | ------ | ------- | ------ | ------- | ------ | ------- | ------- | ------ | ------- | ------ | ------- | ------- | ------- | ------- | ------ | ------ | ------ | ---- | ------- |
| 2006 | 250cc     | Honda  | SPA    | QAT     | TUR    | CHN     | FRA    | ITA     | CAT     | NED    | GBR     | GER    | CZE     | MAL     | AUS     | JPN 10  | POR    | VAL    |        | 28.º | 6       |
| 2007 | 250cc     | Honda  | QAT 14 | SPA 12  | TUR 15 | CHN 12  | FRA 11 | ITA Ret | CAT 17  | GBR 8  | NED 14  | GER 19 | CZE 16  | SMR 13  | POR Ret | JPN Ret | AUS 19 | MAL 16 | VAL 15 | 17.º | 30      |
| 2008 | 250cc     | Honda  | QAT 13 | SPA 12  | POR 13 | CHN 8   | FRA 15 | ITA 10  | CAT 11  | GBR 16 | NED 12  | GER 16 | CZE 11  | SMR 8   | IND     | JPN 13  | AUS 9  | MAL 8  | VAL 8  | 13.º | 73      |
| 2009 | 250cc     | Honda  | QAT 8  | JPN Ret | SPA 15 | FRA 5   | ITA 14 | CAT 7   | NED 9   | GER NP | GBR Ret | CZE 11 | IND Ret | SMR Ret | POR 6   | AUS 9   | MAL 6  | VAL 5  |        | 13.º | 81      |
| 2010 | Moto2     | Bimota | QAT 17 | SPA 17  | FRA 7  | ITA Ret | GBR 13 | NED 4   | CAT Ret | GER 17 |         |        |         |         |         |         |        |        |        | 15.º | 25      |